# Operazione sotto copertura
Le operazioni sotto copertura (o di infiltrazione) sono attività di intelligence dei servizi segreti italiani o di ufficiali di strutture specializzate delle forze di polizia.

## Quadro normativo
Sono state disciplinate per i servizi segreti da alcuni articoli della legge 3 agosto 2007, n. 124, che ha rinnovato le "agenzie" italiane di informazione per la sicurezza. In particolare:
- l'art. 24 stabilisce le modalità con cui gli agenti possono essere dotati di identità di copertura;
- l'art. 25 prevede la possibilità di esercitare attività simulate (finta conduzione di imprese commerciali);
- l'art. 26 regola il trattamento delle notizie personali, prefigurando un apposito servizio ispettivo a cura del Dipartimento delle informazioni per la sicurezza (DIS).

Per l'attività di prevenzione condotta dalle forze di polizia, invece, in occasione della ratifica della Convenzione di Palermo contro il crimine organizzato
transnazionale l’art. 9 della Legge 146/2006 ha dettato una disciplina generale delle operazioni sotto copertura: essa reca una causa di giustificazione, in virtù della quale non sono punibili gli operatori di polizia (ufficiali di Polizia Giudiziaria della Polizia di Stato, dell’Arma dei Carabinieri
e del Corpo della Guardia di Finanza, appartenenti alle strutture specializzate o alla Direzione Investigativa Antimafia, nei limiti delle proprie competenze) che «anche per interposta persona, danno rifugio o comunque prestano assistenza agli associati, acquistano, ricevono, sostituiscono od occultano denaro, armi, documenti, sostanze stupefacenti o psicotrope, beni ovvero cose che sono oggetto, prodotto, profitto o mezzo per commettere il reato o altrimenti ostacolano l’individuazione della loro provenienza o ne consentono l’impiego o compiono attività prodromiche e strumentali».

## Tipologia
Esse possono comunque suddividersi in due categorie: "alla prima appartengono le tecniche di investigazione sotto copertura, definibili come “attive” perché, attraverso un agente “infiltrato”, sono finalizzate all’acquisizione di elementi di prova raccolti nell’immediatezza del fatto o nel momento in cui l’attività criminosa è in corso di esecuzione; alla seconda si riconducono i ritardi e le omissioni di atti d’ufficio da parte dei soggetti incaricati dell’indagine". Con le consegne controllate e con il differimento dei provvedimenti di sequestro o cattura, queste tecniche di investigazione “passive” sono fondate sulla continua supervisione dell’attività criminosa in corso di esecuzione.
Si è lamentato, però, che è stata persa in Italia "l’occasione per fornire più chiare indicazioni sulle finalità dello specifico strumento investigativo, oggetto attualmente di diversi approcci interpretativi, sviluppatisi sin dall’epoca della legislazione di contrasto al terrorismo internazionale, approvata in seguito all’attentato alle “torri gemelle” (2001). Una prima tesi ritiene, infatti, che dette operazioni possano svolgersi solo nell’ambito di un procedimento penale già instaurato; mentre una seconda amplia il campo di applicazione delle operazioni in questione, consentendole pure nella fase anteriore all’intervento e al controllo del pubblico ministero, ossia nelle cosiddette indagini preventive".